# Liste der Trinkbrunnen in Dresden

Wappen von Dresden

Logo des Betreibers

Die Liste der Trinkbrunnen in Dresden enthält die derzeit aktiven öffentlichen Trinkbrunnen/Trinkwasserbrunnen im Stadtgebiet Dresden. Diese werden in Dresden von der DREWAG (Stadtwerke Dresden GmbH), dem kommunalen Energieversorgungsunternehmen, und der Stadt Dresden betrieben.

Als Trinkbrunnen bezeichnet man im öffentlichen Raum aufgestellte Kleinbrunnen, welche die Möglichkeit bieten Einwohner und Touristen mit kostenlosem reinen Trinkwasser zu versorgen. Unterschieden wird zwischen permanent laufenden Trinkbrunnen und jenen, die durch Betätigung auf Knopfdruck Wasser spenden. Nachfolgend werden nur die Trinkbrunnen im Stadtgebiet aufgeführt, die kostenlos Trinkwasser bereitstellen und öffentlich zugänglich sind. Nicht aufgeführt sind mobile Trinkbrunnen oder Wasserspender, die von privaten Betreibern oder nur zu bestimmten Veranstaltungen aufgestellt werden.

| Bild           | Ortsteil             | Standort                        | Baujahr | Betriebszeit           | Art | Beschreibung |
| -------------- | -------------------- | ------------------------------- | ------- | ---------------------- | --- | --- |
| Weitere Bilder | Innere Neustadt      | Albertplatz ⊙                   | 1990    |                        |     | nördlich des Artesischen Brunnens |
| Weitere Bilder | Innere Altstadt      | Schloßstraße ⊙                  | 1999    | 9–21 Uhr April–Oktober |     | an der Westseite des Kulturpalasts |
| Weitere Bilder | Altstadt             | Postplatz ⊙                     | 2006    | 24/7 April–Oktober     |     | wurde im Zuge der Umgestaltung auf dem südlich des Zwingers gelegenen Postplatz, Ostseite neben DVB-Kundenzentrum, aufgestellt |
| Weitere Bilder | Äußere Neustadt      | Alaunpark ⊙                     | 2012    | 24/7 April–Oktober     |     | im südöstlichen Teil des Alaunplatzes, Zugang über Bischofsweg/Kamenzer Straße |
| Weitere Bilder | Innere Altstadt      | Neumarkt ⊙                      | 2019    | 24/7 April–Oktober     |     | an der Westseite des Neumarkts neben der 2018 am ehem. Standort des Alten Gewandhauses angelegten Platanen-Allee |
| Weitere Bilder | Seevorstadt          | Prager Straße (bei Haus-Nr. 4)⊙ | 2019    | 24/7 April–Oktober     |     | In der Prager Straße wurde 1969 ein aus emaillierter Bronze bestehender „Trinkbrunnen“ von Vinzenz Wanitschke aufgestellt. Der Brunnen war lange Zeit trocken, wurde im Mai 2008 saniert und versetzt und ist nun seit 2019 als Trinkwasserbrunnen wieder in Betrieb. |
| Weitere Bilder | Wilsdruffer Vorstadt | Sternplatz ⊙                    | 2020    | 24/7 April–Oktober     |     | im Nordteil des 2020 neugestalteten Sternplatzes neben Sitzgruppe |
| Weitere Bilder | Strehlen             | Wasaplatz ⊙                     | 2021    | 24/7 April–Oktober     |     | südlich auf dem Wasaplatz neben Kreischaer Straße |